# Engina tuberculosa
Engina tuberculosa is een slakkensoort uit de familie van de Buccinidae. De wetenschappelijke naam van de soort is voor het eerst geldig gepubliceerd in 1862 door Pease.